# チャールズ・L・シュルツ
チャールズ・ルイス・シュルツ（英語: Charles Louis Schultze、1924年12月12日 - 2016年9月27日）は、アメリカ合衆国の経済学者。
行政管理予算局長、大統領経済諮問委員会委員長、ブルッキングス研究所などで活躍した。

## 略歴
- 1924年　バージニア州アレクサンドリアで生まれる。
- ゴンザーガ・カレッジ高校（英語版）を卒業する。
- 1948年　ジョージタウン大学を卒業する（経済学）。
- 1950年　ジョージタウン大学から経済学の修士を得る。
- 1960年　メリーランド大学カレッジパーク校からPh.D.を得る。
- 1959年～1962年　インディアナ大学の経済学准教授となる。
- 1962年　ジョン・F・ケネディ大統領による予算局の局長補佐となる。
- 1965年6月1日～1968年1月28日　リンドン・ジョンソン大統領の行政管理予算局長となる。
- 1968年～1977年　ブルッキングス研究所エコノミック・スタディーのシニアフェローとなる。
- 1977年1月22日～1981年1月20日　ジミー・カーター大統領の大統領経済諮問委員会委員長となる。
- 1981年～1987年　再びブルッキングス研究所エコノミック・スタディーのシニアフェローとなる。
- 1984年　アメリカ経済学会会長となる。
- 1987年～1990年　ブルッキングス研究所エコノミック・スタディーの理事となる。
- 1997年　ブルッキングス研究所エコノミック・スタディー・プログラムの名誉シニアフェロー（The John C. and Nancy D. Whitehead Chair）となる。
- 2016年　ワシントンD.C.で死亡。死因は敗血症。晩年は認知症の症状がみられた[1]。

## 著作

### 日本語訳
- 『年次別部門別資本額表：「投資・資本ストックと経済成長」付属統計表』、経済企画庁経済研究所、1962年
- 『国民所得分析』（現代経済学叢書）、塩野谷祐一訳、東洋経済新報社、1965年
- 『PPBSと予算の意思決定』、大川政三・加藤隆司共訳、日本経営出版会、1971年

### 原書
- Setting Domestic Priorities: What Can Government Do?, co-edited with Henry J. Aaron, Brookings, 1992
- Memos to the President: A Guide through Macroeconomics for the Busy Policymaker, Brookings, 1992
- An American Trade Strategy: Options for the 1990s, co-edited with Robert Z. Lawrence(Brooking Senior Fellow), Brookings, 1990
- American Living Standards: Threats and Challenges, co-edited with Robert Z. Lawrence and Robert E. Litan, Brookings, 1988
- Barriers to European Growth: A Transatlantic View, with Robert Z. Lawrence, Brookings, 1987
- Economic Choices 1887, Brookings, 1986
- Other Times, Other Places, Brookings, 1986
- The Public Use of Private Interest, Brookings, 1977